# 科迪亞克 (密蘇里州)
科迪亞克（英語：Kodiak）是位於美國密蘇里州安德魯縣的非建制地區。

## 歷史
科迪亞克的郵局於1892年設立，其後於1904年停運。

## 地理
科迪亞克所處的海拔為高於海平面304米（即997英呎），而該地所採用的時區為UTC-6，即北美中部時區（CST）。同時該地設有夏令時間，為UTC-6調快一小時，即UTC-5（CDT）。